# Новий (Первомайський район, Томська область)
Но́вий (рос. Новый) — селище у складі Первомайського району Томської області, Росія. Входить до складу Первомайського сільського поселення.

## Населення
Населення — 574 особи (2010; 599 у 2002).
Національний склад (станом на 2002 рік):
- росіяни — 92 %